# Муавија II
Муавија II (или Муавија ибн Језид, معاوية بن يزيد) (март 661 – јануар/фебруар 684. године) је био омејадски халифа у периоду од четири месеца након смрти свог оца Језида. Халифат који је наследио је било у стању нереда због тврдње Абдулаха бин Зубејра да је он прави халифа, и који је држао под својом влашћу Хиџаз, као и неке друге територије.

## Рођење и рани период живота
Муавија II је рођен 28. марта 661. године, и био је син Језида I, другог халифа Омејадске династије, а мајка му је била члан племена Курејш из Хиџаза. Његов деда са мајкине стране, Абу Хашим ибн Утба ибн Рабиј, био је постављен за гувернера Басре, а његова мајка се удала за његовог оца, Језида I 660. године. Муавија је био најстарији син, први од шесторо браће, и небројених сестара. Када је Муавија I постао халифа 661. године, кажу да је на дан његовог проглашења за халифу сазнао да је његов син добио наследника. Помињање овога забележено је у књизи "Историја ратова" Ал-Насаба (890-949):
У тренутку његовог рођења (Муавије II), његов деда се састао са исламским старешинама (Шура), а када је сазнао за прођење свог унука, рекао је, "Ово мора да је благослов од Алаха и јасан знак, ако тако нешто постоји, да сам ја истински халифа. Јер ја ћу успоставити династију која ће бити добро упамћена. Наследиће ме мој син, а њега његов." Унук је добио име Муавија њему у част.
Према ал-Табарију, Муавија II је имао тринаест година када је његов деда преминуо. Ово значи да је Муавија морао бити рођен 671. године, када је Језид I, његов отац, има 25 година.
Луис Џосеф је у свом чланку "Исламска историографија током омејадског периода 661-750", сматра да је ово била каснија традиција међу Омејадима, у периоду када им је претило изумирање.
Муавија је био први омејадски принц који је у потпуности одгајан на двору халифе, где је чуван и штићен од потенцијалних асасинатора. Он је уједно био и први царевић који је добио прватне научнике и учитеље у својој пратњи, како је забележено у "Двору праведних халифа" ал-Хабе (854-905):
Многи извори тврде да је прва особа којој су додељени лични научници и учитељи био Муавија бин Језид, унук Муавије, који је претворио наследнике Пророка у династију деспота. Јер, како је пре био обичај, претходни халифи су учили са својим друговима у верским школама.
Чињеница да Муавија није био послан у Меку и Медину је такође била врло непопуларна међу Муслиманима. Ова све већа непопуларност је постала још гора током кампања против Хусејна ибн Алија и Ибн ал-Зубејра. Рат против другог наведеног, који је довео до заробљавања Медине и плачке Меке, постао је још непопуларнији. Али, срећом по Омејадски халифат, Језид I је убрзо након тога преминуо, 683. године, и његов син га је наследио.

## Ступање на власт
Ступање на власт Муавије II је прво било лоше прихваћено од стране муслимана, узевши у обзир да они нису знали ништа о њему, пошто је он био дуго чуван у палати халифа. Али, када је Муавија објавио примирје, сусрео се са скоро па универзалним одобравањем, пошто је тим својим поступком окончао сва ратовања на светим територијама. Муавија II је објавио да су ратови у Меки и Медини били глупи и богохулни, те да је оштећење Кабе било светогрђе. Сматра се да је објавио:
Јер ово је град Бога, и за исток и за запад. Јер када је тамо било рата, у рају је било земљотреса, а анђели су се раштркали ради заштите. Не желим да крв лије овде, те стога неће бити рата. Постаћемо пријатељи и савезници поново, а заједница оданих ће се поново успоставити.
Ове речи су га учиниле популарним код Муслимана који су били уморни од ратовања, чак и код оних који су пре тога подржавали Ибн ал-Зубејра. Али, поборници Ибн ал-Зубејра су похрлили да се побуне, прекрше примирје и објаве рат, говорећи да је халифа био голобради дечак и кукавицца која се боји борбе, те се лако може победити. Ипак, примирје је званично било на снази много месеци, иако је повремено долазило до сукоба у Меки.

## Личност и породица
У примарним изворима и модерних историјама, владавини Муавије II се углавном посвећује мало времена. Халифа се приказује као добродушан. Постоје тврдње да се он противио многим ставовима свога оца, те да је одбио да поверује у вести о смрти свога оца, и да је то била вест које се највише плашио, јер, тада је постао халифа, а он ту титулу није желео. Муавија се чак и припремао да сазове Шуру и затражи од њих да сами изаберу свог халифу, те да тако поново врати ненаследну традицију владавине халифатом.
Муавијини бракови су сматрали спорним и проблематичним. Његов деда, Муавија I је желео да се он ожени девојком из другог племена, те да тако себи обезбеди већу моћ династије. Муавија је то и учинио, али је његова супруга преминула 677. године. Он се затим наредне године ожелио поново, и онда опет 680. године, те је имао две супруге, мада се од обе развео 682. јер му ниједна од њих није подарила потомство. Језид га је затим натерао да се ожени по четврти пут 683. године страном принцезом, како би проширио своју моћ и ван халифата. Многи извори тврде да је Муавија мрзео ову жену, и чим је Језид преминуо, Муавија се опет развео.

## Владини акти
Традиционално, Муавија се приказује као неко ко се није интересовао за политику, што се можда и дешава са разлогом. Прича се да је изјавио да је једино грешком наследног принципа он постао халифа, те да ни у којем другом случају он не би био изабран. Ипак, кажу да су га његови дворјани убедили да остане на дужности халифе, с обзиром да је био добродушан и да је многе помагао. Неки тврде да је он овако поступио да би тиме продужио своју личну моћ, или због тога што је било незахвално од Муавије да врати назад моћ коју му је сам Бог подарио.
Када је постигнуто примирје 683. године, Муавија се окренуо унутрашњим пословима. Дуго месеци се није обрачунавао са Зубејром, чак ни када је ратовање настављено и када је било очигледно да је примирје прекршено на све могуће начине. Муавија је издао три закона за које је сматрао да су преко потребни. Прво, сматрао је да права жена треба да буду заштићена, затим, да ниједан човек не треба да добије смртну казну због почињеног злочина, и треће, да добротворни порез треба бити обавезан. Након његове смрти, сва три закона су поништена.
Према ал-Табарију, Муавија II је владао саммо 40 дана пре него што је умро.

## Конфликт са Абдулахом ибн ал-Зубејром и сунитска верзија његове смрти
До почетка 684. године, проблем са Ибн ал-Зубејром је постао још гори, и Муавија је био приморан да поново усмери своју пажњу на јужни део Арабије. Одбио је све покушаје започињања напада, изјављујући да су Мека и Медина свети градови.
Уместо тога, послао је изасланика Ибн ал-Зубејру и објавио да с обзиром да он сам нема сина, то јест наследника, Ибн ал-Зубејр може постати његов наследник. Зубејр је одбио, знајући да је Муавија још увек био млад, те да може имати много деце касније током живота. "Ја нећу бити дадиља", кажу да је Ибн ал-Зубејр одговорио.
Изасланик је заробљен и Ибн ал-Зубејр је наставио са ратовањем. Према ал-Насабу (890-949):
Када су стигле вести о овоме, Муавија је отворено заплакао. "О, треба бити мир у светим местима, на истоку и на западу, и у Рају! Ја нећу бити запамћен као халифа чије су руке умрљане крвљу. Ја нећу председавати овим ратом!"
Умро је пар недеља након абдицирања.